# Eucalyptus distans
Eucalyptus distans là một loài thực vật có hoa trong Họ Đào kim nương. Loài này được Brooker, Boland & Kleinig mô tả khoa học đầu tiên năm 1980.